# Bom Conselho (ort)
Bom Conselho är en ort i Brasilien.   Den ligger i kommunen Bom Conselho och delstaten Pernambuco, i den östra delen av landet, 1 400 km nordost om huvudstaden Brasília. Bom Conselho ligger 655 meter över havet och antalet invånare är 27 800.
Terrängen runt Bom Conselho är kuperad söderut, men norrut är den platt. Terrängen runt Bom Conselho sluttar norrut. Det finns inga andra samhällen i närheten.
Omgivningarna runt Bom Conselho är huvudsakligen savann. Runt Bom Conselho är det ganska glesbefolkat, med 43 invånare per kvadratkilometer.